# Cascade Brown
Cascade Brown (Londra, 23 novembre 1987) è un'attrice britannica, nota per aver interpretato Donna Jackobs in My Spy Family.

## Filmografia
- Holby City - serie televisiva, 1 episodio (2004)
- Metropolitan Police (The Bill) - serie televisiva, 9 episodi (2007)
- Doctors - serie televisiva, 2 episodi (2004-2008)
- My Spy Family - serie televisiva, 20 episodi (2007-2009)
- Parents of the Band - serie televisiva, 4 episodi (2008-2009)
- Missing - serie televisiva, 1 episodio (2009)